# Troendegruppen
Troendegruppen är en kör, grundad i Norrbotten under slutet av 1960-talet.

## Historia
Troendegruppen grundades på slutet av 1960-talet, främst efter önskemål från bönhus och församlingar i Norr- och Västerbotten. De kände till att det fanns kristna studenter på Framnäs folkhögskola och ville gärna ha dem på besök. Under hösten 1968 började kören med regelbundna övningar en gång i veckan: kören bestod då av 17 medlemmar. I tron att uppgiften skulle vara tillfällig tog Stig Sandlund då på sig att vara körens ledare. Den uppgiften håller han fortfarande, fyra decennier senare. Kören har givit ut flera musikalbum. Det första kom år 1969 under titeln Det angår dig. Med tiden har kören blivit mer efterfrågad, och verksamhetsområdet omfattar idag hela Sverige.

## Verksamhet
År 1979 gjorde kören sin första resa utanför Sverige. Troendegruppen höll då konserter i USA, närmare bestämt i svenskbygderna i närheten av Chicago. Här inleddes ett långvarigt samarbete med Dave Anderson, som anordnat ytterligare två resor till Chicago, en turné i Florida och en rundresa i Kalifornien. Där framträdde kören bland annat i Crystal Cathedral i Los Angeles, en kyrka som rymmer 4 000 besökare. Gudstjänsterna som kören medverkade i sändes i God Channel, och kunde ses i över 50 länder. Med början år 1986 har kören också rest till Israel vid fyra tillfällen, där både judiska och arabiska bosättningar besökts.  
Förutom de längre resorna som kören gör, så utövas också lokal verksamhet i hög grad. Kören sjunger oftast en gång i månaden i trakterna kring Piteå, i de flesta fall i Svenska kyrkan och olika frikyrkor. Musikstilen varierar men har oftast klassisk inriktning. Ibland framförs också stora körverk, exempelvis Juloratoriet och Johannespassionen av Bach. Utöver detta håller kören varje år omtyckta vår- och julkonserter. Kören har också medverkat i olika TV-produktioner.
Körens ledare, Stig Sandlund, utsågs 2012 till "Årets körledare", ett pris som delas ut av Föreningen Sveriges Körledare. Motiveringen löd: 
"Stig Sandlund har outtröttligt arbetat med kör som sin livsuppgift. Vid musikutbildningarna i Framnäs och Piteå har generationer av sångare fostrats i en medveten uppfattning om text och dess innehåll. Stig Sandlund förenar en osviklig klangkänsla och noggrannhet i intonationen med en levande texttolkning och uttrycksfull deklamation. Stig Sandlund har förmåga att i alla lägen se varje körsjungandeindivid och dess betydelse i det stora sammanhanget. Han har med värme, medmänsklighet, musikalisk självklarhet, humor, ypperlig fraseringsteknik och ödmjuk pondus kunnat förklara vad gemensamt vokalt musicerande innebär."
2018 blev körens sista år, och i maj 2019 genomfördes en jubileumskonsert i Acusticums konsertsal i Piteå. Bland jubileumskörens 225 deltagare fanns sångare alltifrån körens första och sista upplaga.

## Musikuppföranden i urval
- F. Mendelssohn (1977). ”Psaltaren 43” (mp3). Härligt sången där skall brusa. Troendegruppen. http://www.troendegruppen.com/audio/harligtsangendarskallbrusa/audio/psaltaren43.mp3. Läst 17 november 2008.[död länk]
- J.S. Bach (1985). ”Jesus är min fröjd och glädje” (mp3). Halleluja. Troendegruppen. Arkiverad från originalet den 5 mars 2016. https://web.archive.org/web/20160305045208/http://www.troendegruppen.com/audio/halleluja/audio/jesusarminfrojdochgladje.mp3. Läst 17 november 2008.
- G. Fröding, D. Wikander (2000). ”Kung liljekonvalje” (mp3). The Young Believers From Sweden. Troendegruppen. Arkiverad från originalet den 4 mars 2016. https://web.archive.org/web/20160304142458/http://www.troendegruppen.com/audio/theyoungbelieversfromsweden/audio/kungliljekonvalj.mp3. Läst 17 november 2008.
- M. Lundqvist (2004). ”Stadigt hoppades jag på Herren” (mp3). Come Sunday. Troendegruppen. Arkiverad från originalet den 4 mars 2016. https://web.archive.org/web/20160304142325/http://www.troendegruppen.com/audio/comesunday/audio/stadigthoppadesjagpaherren.mp3. Läst 17 november 2008.